# Вагнер Жозе Діаш Гонсалвіш
Вагнер Жозе Діаш Гонсалвіш або просто Вагнер (порт. Vagner José Dias Gonçalves / Vagner; нар. 10 січня 1996, Мінделу, Кабо-Верде) — кабовердійський футболіст, нападник французького клубу «Мец» та національної збірної Кабо-Верде, який виступав в оренду за швейцарський клуб «Сьйон».

## Клубна кар'єра

### Ранні роки
Вихованець португальського клубу «Жил Вісенте». У вересні 2015 року переведений до першої команди вище вказаного клубу. На професіональному рівні дебютував за дорослу команду 15 січня 2015 року в поєдинку Кубку португальської ліги 2014/15 проти «Ештуріла» У вересні 2015 року дебютував за «Жил Вісенте» у поєдинку 8-го туру Сегунда-Ліги проти лісабонської «Бенфіки Б», в якому вийшов на заміну у другому таймі. До кінця сезону провів 25 матчів у другому дивізіоні Португалії, відзначився двома голами. Потім виступав на батьківщині за «Батукуе».

### З Португалії до Франції
Влітку 2017 року вільним агентом перейшов до «Сент-Етьєна», з яким підписав однорічний професіональний контракт. Однак через величезну конкуренцію на своїй позиції так і не зміг знайти місце в першій команді «Сент-Етьєна» в Лізі 1 під керівництвом Жана-Луї Гассе. Натомість виступав здебільшого за резервну команду в Національному чемпіонаті 3. Вірячи у потенціал нападника, у березні 2018 року «Сент-Етьєн» продовжив з Вагнером професіональний контракт на три роки, до червня 2021 року.

### Перша оренда в «Нансі»
У січні 2019 року відданий «Сент-Етьєном» в оренду до «Нансі». У березні 2019 року відзначився першими двома голами за нову команду, у воротах «Лор'яна». Завдяки швидкій адаптації вже за декілька тижнів став одним із улюблених гравців вболівальників «Нансі». Разом з Аміном Бассі став найкращим бомбардиром команди в Лізі 2 2018/19.

### Друга оренда в «Нансі»
Після свого успішного перебування в «Нансі», під час літнього трансферного вікна 2019 року звернувся до керівництва «Сент-Етьєна» з проханням продовжити оренду в «Нансі». 25 липня 2019 року його прохання задовільнили, «Сент-Етьєн» відправив його в річну оренду до «Нансі», на сезон 2019/20 років.
Незважаючи на декілька запитів від таких клубів, як «Страсбур», «Кан» або «Труа», умовою, яку Сент-Етьєн поставив для його повернення в Нансі, стало продовження контракту ще на один рік, який зв’язує його з клубом до червня 2022 року. Свій вибір Вагнер пояснює так: «Мені тут подобаються люди, до мене всі привітні, і мені від цього добре. Я знаю, що люди чекають на мене, що починається нова пригода (...) Гравці вже не ті, персонал змінився, але душевний стан залишився».
У сезоні 2019/20 років грав з другого дня чемпіонату й відразу ж забив свій перший м'яч у ворота «Валансьєна». У матчі 4-го туру проти «Ле-Мана» став найкращим гравцем поєдинком. Відзначився першим голом зі штрафного удару у верхній кут на 10-й хвилині; потім, коли «Нансі» грав дев'ятьма гравцями проти одинадцяти, став автором декількох контратак і небезпечних ударів, допоки не віддав пас Сулейману Карамоко у штрафну, який заробив пенальті на 93-й хвилині. Вагнер сам реалізував цей пенальті і забив на останній хвилині доданого часу. «Нансі-Лотарингія» виграла цей матч з рахунком 2:1, а вболівльники «Нансі» аплодували їм стоячи протягом декількох хвилин. Під час 16-го туру чемпіонату проти «Парижа» серйозно травмував ліву гомілку, через що не грав протягом 4 місяців.

### «Мец»
Хоча під час перебування в «Нансі» й заявив, що ніколи не перейде в «Мец» (з огляду на запекле суперництво між двома командами Лотарингії, головними героями гарячого дербі), 2 липня 2020 року компанія «Мец» оголошує про викуп контракту кабовердійця.

### Оренда в «Сьйон»
29 серпня 2021 року швейцарський «Сьйон» орендував на один сезон Вагнера, з можливістю викупу контракту по завершенні терміну дії оренди.

## Кар'єра в збірній
У футболці національної збірної Кабо-Верде дебютував 1 червня 2019 року в переможному (3:2) товариському поєдинку проти Алжиру, в якому на 83-й хвилині замінив Раяна Мендеша. Отримав виклик на Кубок африканських націй 2021 року, де замінив травмованого Джаніні.

## Статистика виступів

### Клубна
Станом на 29 серпня 2021 року.
| Сезон                    | Команда                  | Чемпіонат                | Чемпіонат | Чемпіонат | Нац. кубок | Нац. кубок | Нац. кубок | Конт. кубок | Конт. кубок | Конт. кубок | Інші кубки | Інші кубки | Інші кубки | Загалом | Загалом | Загалом |
| Сезон                    | Команда                  | Змаг.                    | Матчі     | Голи      | Змаг.      | Матчі      | Голи       | Змаг.       | Матчі       | Голи        | Змаг.      | Матчі      | Голи       | Матчі   | Голи    |         |
| ------------------------ | ------------------------ | ------------------------ | --------- | --------- | ---------- | ---------- | ---------- | ----------- | ----------- | ----------- | ---------- | ---------- | ---------- | ------- | ------- | ------- |
| 2014-2015                | «Жил Вісенте»            | ПЛ                       | 0         | 0         | КП+КПЛ     | 0+2        | 0          |             | -           | -           |            | -          | -          | 2       | 0       |         |
| 2015-2016                | «Жил Вісенте»            | СЛ                       | 25        | 2         | КП+КПЛ     | 5+0        | 0          |             | -           | -           |            | -          | -          | 30      | 2       |         |
| Загалом за «Жил Вісенте» | Загалом за «Жил Вісенте» | Загалом за «Жил Вісенте» | 25        | 2         |            | 7          | 0          |             | -           | -           |            | -          | -          | 32      | 2       |         |
| 2017-2018                | «Сент-Етьєн»             | Л1                       | 4         | 0         | КФ+КФЛ     | 1+0        | 0          |             | -           | -           |            | -          | -          | 5       | 0       |         |
| 2018-січ. 2019]]         | «Сент-Етьєн»             | Л1                       | 0         | 0         | КФ+КФЛ     | 0          | 0          |             | -           | -           |            | -          | -          | 0       | 0       |         |
| Загалом за «Сент-Етьєн»  | Загалом за «Сент-Етьєн»  | Загалом за «Сент-Етьєн»  | 4         | 0         |            | 1          | 0          |             | -           | -           |            | -          | -          | 5       | 0       |         |
| січ.-чер. 2019           | «Нансі»                  | Л2                       | 18        | 6         | КФ+КФЛ     | 1+0        | 0          |             | -           | -           |            | -          | -          | 19      | 6       |         |
| 2019-2020                | «Нансі»                  | Л2                       | 15        | 7         | КФ+КФЛ     | 0+3        | 0+1        |             | -           | -           |            | -          | -          | 18      | 8       |         |
| Загалом за «Нансі»       | Загалом за «Нансі»       | Загалом за «Нансі»       | 33        | 13        |            | 4          | 1          |             | -           | -           |            | -          | -          | 37      | 14      |         |
| 2020-2021                | «Мец»                    | Л1                       | 26        | 4         | КФ         | 3          | 2          | -           | -           | -           | -          | -          | -          | 29      | 6       |         |
| 2021-2022                | «Мец»                    | Л1                       | 3         | 0         | КФ         | -          | -          | -           | -           | -           | -          | -          | -          | 3       | 0       |         |
| Усього за кар'єру        | Усього за кар'єру        | Усього за кар'єру        | 91        | 19        |            | 15         | 3          |             | -           | -           |            | -          | -          | 106     | 22      |         |

### У збірній
| Дата       | Місто       | Господарі  | Результат | Гості      | Турнір                                    | Голи | Примітки  |
| ---------- | ----------- | ---------- | --------- | ---------- | ----------------------------------------- | ---- | --------- |
| 1-6-2018   | Алжир       | Алжир      | 2 – 3     | Кабо-Верде | товариський матч                          | -    | 83'       |
| 24-3-2019  | Прая        | Кабо-Верде | 0 – 0     | Лесото     | Відбір до Кубка африканських націй 2019   | -    | 69'       |
| 10-10-2019 | Фос-сюр-Мер | Того       | 1 – 2     | Кабо-Верде | товариський матч                          | 1    | Замінений |
| 8-6-2021   | Тієс        | Сенегал    | 2 – 0     | Кабо-Верде | товариський матч                          | -    | 57'       |
| 9-1-2022   | Яунде       | Ефіопія    | 0 – 1     | Кабо-Верде | Кубок африканських націй 2021 - 1-й раунд | -    | 86'       |
| Усього     |             | Матчів     | 5         |            | Голів                                     | 1    |           |